# Erdmann von Podewils-Dürnitz
Erdmann von Podewils-Dürnitz (* 28. Dezember 1877 in München; † 20. Juli 1952 Hamburgo in Kolumbien) war ein deutscher Jurist, Diplomat, Generalkonsul und Gesandter.

## Beruflicher Werdegang
Zu seiner schulischen Ausbildung besuchte Erdmann Karl Hans-Clemens Maria Graf von Podewils-Dürnitz das Wilhelms-Gymnasium in Berlin, die Königlich Bayerische Pagerie und das Wilhelms-Gymnasium in München. Das Abitur legte er 1896 ab. Gleich im Anschluss daran nahm er ein Studium der Rechtswissenschaften und der Volkswirtschaft auf. Dabei durchlief er die Universitäten in Berlin, Lausanne und München. Nach vier Jahren legte er 1900 das Erste juristische Examen ab. Ab dem Folgemonat durchlief er mehrere Bereiche beim bayrischen Justiz- und Verwaltungsdienst. Daran schloss sich 1904 sein zweites juristisches Examen an.
Gleich darauf erhielt von Podewils-Dürnitz eine Einberufung zum Auswärtigen Dienst. Ziel dabei war, eine konsularische Laufbahn einzuschlagen. Diese begann mit einem Einsatz in der Abt. II (Handelspolitik) und setzte sich im November 1904 mit einem Auslandseinsatz am deutschen Konsulat in Chicago fort. Während dieser Zeit erhielt er im Oktober 1905 den Charakter als Vizekonsul. Nach zwei Jahren Dienstzeit in den USA wechselte er Anfang 1905 an das Generalkonsulat nach Genua. Währenddessen übernahm er für kurze Zeit die kommissarische Leitung der Konsulate in Mailand und Neapel. Im Februar 1910 wurde er zum Vizekonsul ernannt. Nach drei weiteren Jahren verließ er Italien Ende 1913.
Der neue Einsatzort von Podewils-Dürnitz war ab dem Jahresende 1913 das deutsche Konsulat in Sofia. Hier verblieb er die gesamte Zeit des Ersten Weltkrieges auf Posten. Erst im November 1918 wechselte er nach Zürich an das dortige Generalkonsulat. Die während dieser Zeit vonstatten gehende Umstrukturierung und den Umbau des Auswärtigen Amtes unter den Bedingungen der Weimarer Republik überstand er ohne größere Probleme. Wurde jedoch dann ab Sommer 1920 in den einstweiligen Ruhestand versetzt. Seine Weiterbeschäftigung war jedoch gewährleistet. Ab Anfang 1921 kam er nach Berlin und wurde im Außenministerium in die Abteilung II (Westeuropa) eingegliedert. Hier übernahm er die Leitung des Ref. It (Italien) und ein Jahr später wechselte er zur Abteilung III (Britisches Reich, Amerika, Orient).
Im März 1922 erhielt von Podewils-Dürnitz einen neuen Auslandsauftrag für Ägypten. Hier übernahm er die Leitung des Konsulates in Alexandria. Das Ziel bestand dabei vor allem in der Wiederherstellung der durch den Krieg abgeschnittenen diplomatischen Beziehungen zwischen beiden Ländern. Mit der Amtsbezeichnung als Generalkonsul übernahm er im April 1921 dort die Amtsgeschäfte. Zwei Monate später wurde er zum Konsul und dann im September zum Konsul I. Klasse ernannt. Während dieser Zeit wurde er Mitglied der Deutschen Zentrumspartei (ZP). Von dieser Partei erwartete er als Beamter, dass seine Interessen gut vertreten werden. Nach den Reichstagswahlen 1923 stellte diese Partei den Reichskanzler Wilhelm Marx. Bis zum Sommer 1925 dauerte sein Einsatz in Ägypten. Von dort wurde er im Oktober ins Auswärtige Amt beordert und übernahm dort in der Abteilung VI (Kultur) die Leitung des Referates Auslandsdeutschtum und Minderheitsrechte. Im Folgejahr wurde er vortragender Legationsrat.
Ab Anfang 1928 bestand der Plan, von Podewils-Dürnitz an der Gesandtschaft in Kolumbien einzusetzen. Ab Mai 1928 übernahm er in Bogota die Geschäfte. Sein Einsatz währte hier vier Jahre. Während seines Zwischenaufenthaltes in Berlin wurde er Anfang 1934 Mitglied der Nationalsozialistische Deutsche Arbeiterpartei. Einen Monat später trat er als deutscher Gesandter in Luxemburg an. Das Amt übernahm er im April 1934 von Wernher von Ow-Wachendorf (1886–1939). Die vollständige Geschäftsübernahme er folgte dann im Juli. Hier war er zwei Jahre eingesetzt.

## Einsatz in Asien
Ab September 1936 wurde von Podewils-Dürnitz mit der Leitung des Generalkonsulats in Kalkutta beauftragt. Sein Vorgänger war ebenfalls wieder von Ow-Wachendorf. Die Geschäfte führte von Podewils-Dürnitz in Indien bis Mai 1939. Zum 3. September 1939 wurden die diplomatischen Beziehungen zu Deutschland abgebrochen. Er selbst kehrte im Oktober nach Berlin zurück. Sein Dienstantritt im Auswärtigen Amt war im gleichen Monat und Anfang 1940 wurden ihm im Bereich der Personal- und Verwaltungsabteilung die Leitung der Kontrollstelle für den amtlichen Schriftverkehr übertragen. Dabei durfte er die Amtsbezeichnung als Gesandter führen. Ein Jahr später wurde er in den einstweiligen Ruhestand und Ende 1942 in den endgültigen Ruhestand versetzt.
Seit 1949 hatte von Podewils-Dürnitz seinen Wohnsitz in Kolumbien. Drei Jahre später verstarb er im Sommer 1952 auf der Haciendas Hamburgo in Kolumbien.

## Familie
Die Eltern von Erdmann waren der Staatsminister und Vorsitzende des Ministerrates Clemens von Podewils-Dürnitz (1850–1922) sowie dessen Ehefrau Friederike von Dürnitz zu Hienhard (1855–1923). Die Erziehung im Elternhaus folgte recht streng den religiösen Werten des Katholizismus. Ab 1902 hatte der Vater in Bayern das Amt des Kirchen- und Schulministers übernommen. Der ältere Bruder von Erdmann, Hans von Podewils-Dürnitz (1875–1948) hatte nach seinem Schulabschluss die Offizierslaufbahn in der Bayerischen Armee eingeschlagen.
Erdmann von Podewils-Dürnitz heiratete am 3. August 1904 Gertrud Smalian (* 16. Dezember 1880). Aus dieser Ehe gingen folgende Kinder hervor:
- Elga (* 13. August 1907 in Genua) ⚭ Henri Blanche, geschieden 1939
- Friederike-Mechthilde (* 30. Mai 1914 in Budapest) ⚭ 1931 Jürgen Schlubach, geschieden 1937
- Erdmann (* 13. September 1915 in Sofia)